# Паундбері
Паундбері (англ. Poundbury) — експериментальне нове місто на околиці Дорчестера в графстві Дорсет, Англія. Його будівництво ініціював Чарльз III на землі корнуольського герцогства, залучивши до проєкту Леона Кріє. Дизайн міста заснований на традиційній архітектурі та філософії нового урбанізму. Паундбері відроджує малоповерховий вуличний пейзаж, побудований в людському масштабі та повторює традиційні місцеві особливості дизайну, хоча місто й не зменшило використання автомобілів, як це було спочатку задумано, а деякі критики охарактеризували його як штучну ностальгію.
Будівництво розпочалося у жовтні 1993 року, його планують завершити в 2025 році. Тоді загальна кількість будинків становитиме 2500, а населення — 6000 осіб. На початок 2020-х Паундбері забезпечує роботою понад 2000 людей у понад 180 підприємствах. 

## Проєкт
Забудова має традиційну міську структуру високої щільності; її основна мета — створити єдину громаду з крамниць, підприємств, а також приватного та соціального житла; у місті немає зонування. Міські планувальники заявляють, що проєктують, орієнтуючись на людину, а не на автомобіль, і прагнуть створити міське середовище, якісне в усьому: від архітектури до будівельних матеріалів, дорожніх покажчиків та ландшафту. Публічні площі обслуговує керівна компанія, в яку входять усі жителі міста.
Проєкт нагадує інші міста у стилі нового урбанізму, розміщені головним чином в Америці, проте має європейський стиль. Будинки витримано в традиційному стилі з архітектурних елементів різних епох, як-от закладених вікон, які часто трапляються на старих англійських будинках через віконний податок (неоісторизм).
Концепція плану, розробку якого доручено Леонові Кріє, слідує написаній принцом книжці «Бачення Британії. Особистий погляд на архітектуру». Будівництво розпочалося в жовтні 1993 року. Леонові плани критикувалися за змішання великої кількості континентальних стилів та за некористання з місцевих будівельних матеріалів.
Очікується, що всі чотири черги буде закінчено протягом 25 років, загальна кількість будинків становитиме 2500, а населення — 6000 осіб.